# Chomatobatrachus halei
Il comatobatraco (Chomatobatrachus halei) è un anfibio estinto, appartenente ai temnospondili. Visse nel Triassico inferiore (circa 250 milioni di anni fa) e i suoi resti fossili sono stati ritrovati in Australia. 

## Descrizione
Questo animale era lungo circa 1 metro, e possedeva un cranio di forma pressoché triangolare lungo 11 centimetri. L'olotipo di Chomatobatrachus è un cranio ben conservato, di forma allungata, con un muso leggermente arrotondato, lati diritti e una cavità palatale di forma circolare. Altri fossili includono altri crani parziali, mandibole e ossa del cinto pettorale. 

## Classificazione
Chomatobatrachus, descritto per la prima volta nel 1974 da Cosgriff, è basato su resti fossili ritrovati nel sito di Meadowbank Dam, nei pressi di Hobart, in Tasmania; altri fossili sono stati ritrovati in altri siti sempre in Tasmania. Questo animale è ritenuto essere un rappresentante dei lydekkerinidi, un gruppo di anfibi temnospondili dalle dimensioni contenute, ma considerati vicini all'origine dei grandi mastodonsauridi. Uno stretto parente di Chomatobatrachus è Lydekkerina, del Sudafrica.